# تينيسين
تينيسين هو عنصر كيميائي في الجدول الدوري له الرمز Ts والعدد الذري 117.
كان في السابق يعرف باسم أنون سيبتيوم (تحت الأستاتين) وهو اسم مؤقت وكان له الرمز المؤقت Uus. إن كلاً من الرمز والاسم مؤقتان وذلك حسب الاتحاد الدولي للكيمياء البحتة والتطبيقية. وعدد ذري 117.، تم الكشف عنه مع ست ذرت أخرى منه 
 وهو أيضاً أثقل عنصر بين الهالوجينات. وكُشِفَ عنه بعد تعاون مشترك بين روسيا والولايات المتحدة في دوبنا، موسكو أوبلاست بروسيا.
تم اعتماد التسمية الجديدة من الاتحاد الدولي للكيمياء البحتة والتطبيقية في 28 نوفمبر 2016.

## تاريخ التينيسين

### الاكتشاف
في 5 أبريل 2010،، أو 7 أبريل   بمختبر فليروف لردود الفعل النووية أعلن العلماء داخلياً  أنهم كشفو عن نشاط إشعاعي لعنصر جديد عدده الذري 117، وقد نجحوا في توليف هذا العنصر وذلك بعد أن قامو بإطلاق ذرات الكالسيوم إلي أهداف من ذرات البركيليوم، وتم الكشف عن نظائر العنصر المشعة أثناء الاندماجات التي حدثت بين الكالسيوم والبركيليوم.
{\displaystyle \,_{20}^{48}\mathrm {Ca} +\,_{97}^{249}\mathrm {Bk} \to \,_{117}^{297}\mathrm {Uus} ^{*}\to \,_{117}^{294}\mathrm {Uus} +3\,_{0}^{1}\mathrm {n} }
{\displaystyle \,_{20}^{48}\mathrm {Ca} +\,_{97}^{249}\mathrm {Bk} \to \,_{117}^{297}\mathrm {Uus} ^{*}\to \,_{117}^{293}\mathrm {Uus} +4\,_{0}^{1}\mathrm {n} }
ملحوظة: الموجود أعلاه ليس صيغة رياضية وإنما كتبت هكذا للتوضيح:المصدر

## الخصائص الكيميائية

### التوزيع الإلكتروني
التوزيع الإلكتروني للعنصر كالتالي   

1s2

2s2		2p6

3s2		3p6		3d10

4s2		4p6		4d10		4f14

5s2		5p6		5d10		5f14

6s2		6p6		6d10

7s2		7p5

### مركبات التينيسين
لا يوجد حتي الآن مركبات للتينيسين بما فيها مركبات (الفلوريد، والكلوريد، والبروميد، واليوديد، والهيدريد، والأكاسيد، والكبريتيد، والسيلينيد، والتيلورايد، والنيتريد، والكربونيل.

### سالبية كهربية
تعرف السالبية الكهربية بأنها مقياس لمقدرة الذرة أو الجزيء على جذب الإلكترونات في الروابط الكيميائية، ولم يتم حتي الآن تحدد سالبية تينيسين الكهربية 
ولاتوجد بيانات تشير إلى سالبية على جميع مقاييس السالبية.

## وصلات خارجية
- العناصر على شبكة المعلومات - تينيسين
- موقع Apsidium - تينيسين نسخة محفوظة 6 ديسمبر 2006 على موقع واي باك مشين.

## الهوامش

### ملحوظات
1. ↑  لايعني ست ذرات من عناصر جديدة بل ست ذرات من نفس العنصر (تينيسين)،(المصدر) نسخة محفوظة 13 ديسمبر 2017 على موقع واي باك مشين.
2. ↑  المعلومات متضاربة حول تاريخ الاكتشاف.
3. ↑  التوزيع غير مؤكد.
4. ↑  هذه المصادر هي المصادر التي استدل بها موقع الإنترنت الموجود به مقال المركبات (الموقع) [وصلة مكسورة] نسخة محفوظة 14 فبراير 2020 على موقع واي باك مشين.